# Christophe Joseph Marie Dabiré
Christophe Joseph Marie Dabiré es un político de Burkina Faso que se desempeñó como primer ministro del país. Fue nombrado para el cargo de Primer Ministro por el presidente Roch Marc Christian Kaboré tras la renuncia de Paul Kaba Thieba y su gabinete. 

## Biografía
Dabiré había representado anteriormente a Burkina Faso en la Unión Económica y Monetaria de África Occidental, y pasó a ser ministro del expresidente Blaise Compaoré.
Dabiré se desempeñó bajo el gobierno de Thomas Sankara como Director de Estudios y Proyectos en el Ministerio de Economía y Planificación de 1984 a 1988, cuando se convirtió en el director general de Cooperación en el Ministerio de Economía y Planificación. Ocupó este cargo hasta 1992.
En 1992, Dabiré dirigió el Departamento de Salud, hasta 1997 cuando fue responsable del Departamento de Educación Secundaria, Educación Superior e Investigación Científica de Burkina Faso, un cargo que ocuparía hasta el año 2000. Durante ese tiempo, fue miembro de la Asamblea Nacional de Burkina Faso como diputado del Congreso por la Democracia y el Progreso. Después de ser reelegido como parlamentario de la Asamblea Nacional en 2002, Dabiré cumplió otro mandato de cinco años que expiró en 2007.
El 8 de diciembre de 2021, el presidente Roch Marc Christian Kaboré cesó en las funciones de su primer ministro, Christophe Marie Joseph Dabiré, autor de una “carta de renuncia”, que automáticamente dio lugar a la de todo el gobierno.